# Леонполь
Леонполь (бел. Ляво́нпаль) — деревня в Миорском районе Витебской области Белоруссии. Входит в Узмёнский сельсовет. Население — 52 человека (2019).

## География
Деревня находится в 10 км к северо-западу от Верхнедвинска и в 20 км к северо-востоку от Миор. Леонполь стоит на левом берегу реки Западная Двина чуть выше устья реки Волта. В 10 км к западу проходит граница с Латвией.

## История
В XVIII веке великий литовский писарь Николай Тадеуш Лопатинский приобрел имение Чуриловичи в Полоцком воеводстве и переименовал его в Леонполь в честь своего отца Леона Лопатинского (1663—1732). В 1768—1769 годах Николай Тадеуш Лопатинский возвёл здесь небольшую усадьбу в стиле позднего барокко (сохранилась до нашего времени), рядом с которой разбил французский парк на террасах. В 1774 г. в Леонполе была построена деревянная униатская Троицкая церковь с колокольней. Лопатинские наладили в родовом имении ткацкое и суконное производство.
После первого раздела Речи Посполитой по Западной Двине стала проходить граница с Российской империей, Леонполь оказался приграничным населённым пунктом. В 1791 году Ян Лопатинский поставил на естественной возвышенности около речного берега мемориальную колонну в честь Конституции 3 мая 1791 года, чтобы увековечить место, где заканчивается свобода и начинается несвобода. Подобные колонны в те времена массово возводились патриотически настроенной шляхтой, но из-за последующих событий в подавляющем большинстве они были уничтожены. Леонпольская колонна сохранилась, что делает её практически уникальным объектом в Белоруссии.
В результате второго раздела Речи Посполитой (1793) Леонполь оказался в составе Российской империи, в Дисненском уезде Минской, а с 1842 года Виленской губернии.
Лопатинские участвовали в восстании 1830 года. В 1831 году усадьба была захвачена и разграблена казаками. В 1841 году местные крестьяне, в большинстве своём униаты, отказались переходить в православие и оказали вооружённое сопротивление карательному отряду российской армии, который был направлен сюда по просьбе священника. Бунт вскоре был подавлен, униатская Троицкая церковь была передана православным, которые позднее разрушили башни, а над крышей надстроили небольшой купол. В таком виде церковь сохранилась до наших дней.
В начале XX века историк и коллекционер Ефсебиуш Лопатинский отремонтировал усадьбу и разместил в ней свою коллекцию картин, гравюр, медалей и монет. Усадьба вновь ненадолго стала культурным центром края. Боевые действия Первой мировой войны не затронули Леонполь, но во время советско-польской войны (1919—1921) линия фронта некоторое время проходила по Двине, и дворец пострадал от артиллерийских обстрелов.
По Рижскому мирному договору (1921 года) Леонполь попал в состав межвоенной Польской Республики, где входил в Браславский повет Виленского воеводства.
В 1939 году Леонполь вошел в БССР. Статус поселения понизили до деревни.
В 1941—1944 годах оккупирован нацистами. Евреев согнали в гетто и почти всех убили. Братская могила советских воинов находится в центре села, в сквере. Похоронено 55 воинов, которые погибли в борьбе против немецко-фашистских захватчиков. В 1950 году на могиле поставлен обелиск.
После войны Леонполь входил в состав Долгиновского сельсовета, с 16 сентября 2010 года — в Узмёнском.
Усадьба Лопатинских после войны была передана местному колхозу. Позднее здесь располагался техникум, спецшкола и профилакторий. В конце XX века усадьба передана Католической церкви, в ней был оборудован костёл Христа Царя. Сейчас усадьба передана на баланс НПО Интеграл и находится в заброшенном состоянии. У строений местами обвалились крыши и здания постепенно разрушаются.

## Культура
- Музей «Радзімазнаўства»

## Достопримечательности
- Колонна в честь Конституции 3 мая 1791 года (1791) —  Историко-культурная ценность Республики Беларусь, шифр 212Д000928
- Усадебно — парковый комплекс Лопатинских (1750), сейчас здание адаптировано под костёл —  Историко-культурная ценность Республики Беларусь, шифр 212Г000561
- Деревянная православная церковь Святой Троицы (1774—1782; бывшая греко-католическая, ныне в составе БПЦ) —  Историко-культурная ценность Республики Беларусь, шифр 212Г000562
- Братская могила —  Историко-культурная ценность Республики Беларусь, шифр 213Д000563

### Утраченное наследие
- Костёл Иисуса (нач. XX в.)

## Галерея
- Усадьба Лопатинских на фото начала XX века
- Троицкая церковь
- Троицкая церковь
- Церковь
- Усадьба Лопатинских в 2007 году
- Колонна в честь Конституции 1791 года